# NGC 5551
NGC 5551 é uma galáxia elíptica (E) localizada na direcção da constelação de Virgo. Possui uma declinação de +05° 27' 04" e uma ascensão recta de 14 horas, 18 minutos e 54,8 segundos.
A galáxia NGC 5551 foi descoberta em 8 de Maio de 1864 por Albert Marth.